# Барбаджа

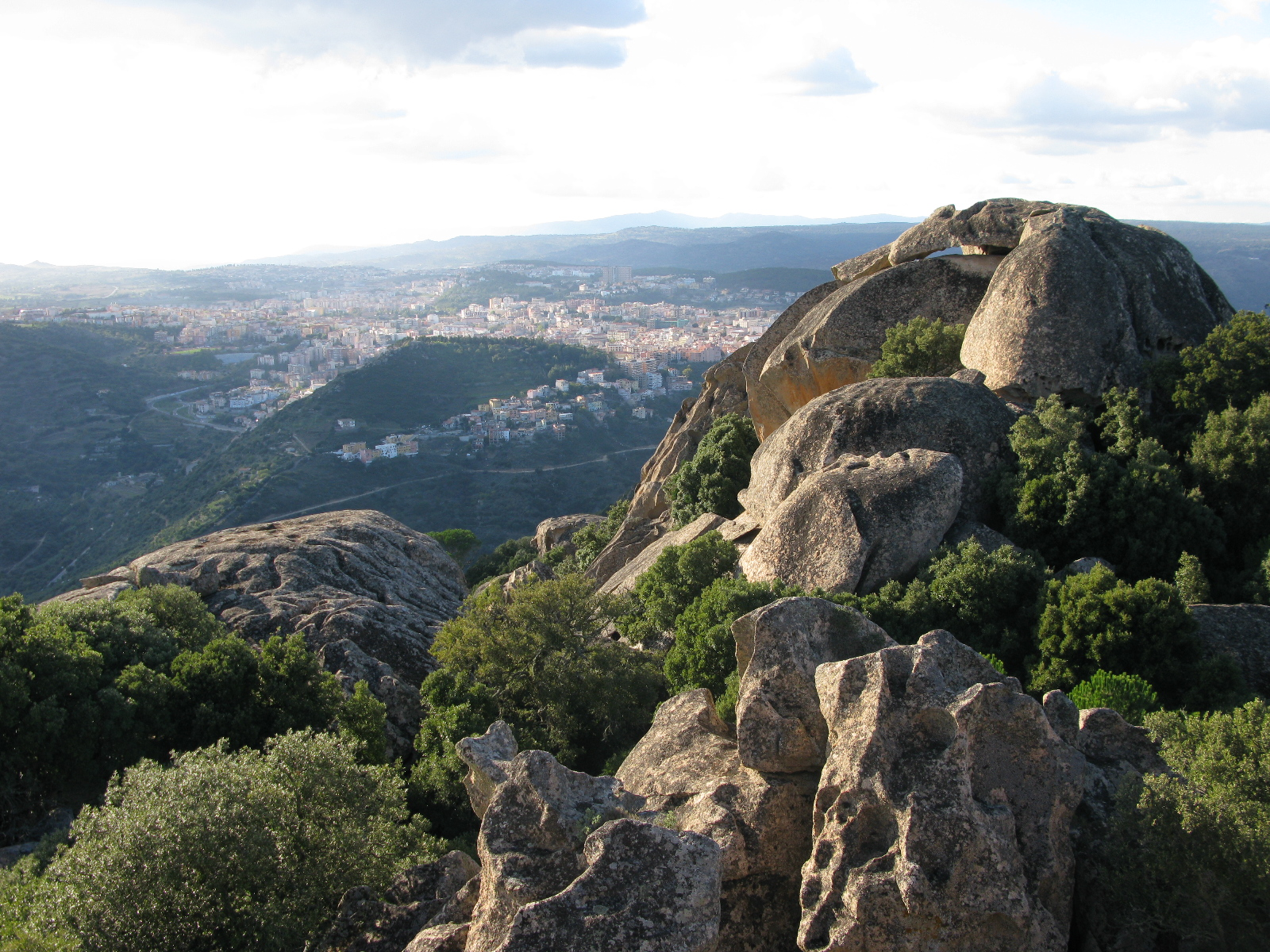
Нуоро, один из важнейших городов Барбаджи

Барбаджа (сард. Barbàgia, Barbaza) — горный регион в центральной части Сардинии. По территории почти полностью совпадает с провинцией Нуоро и располагается вдоль горного массива Дженнардженту (англ.). Регион состоит из районов Дженнардженту и Ольяастра, от Супрамонте и Нуорезе до Битти. Он граничит с Галлура, Барония, Ористано, Тирсо и Сарсидано и занимает площадь около 1300 км² с населением около 120 000 жителей. Самый густонаселенный центр — Нуоро.

## История и географические данные
Название является искажённым латинским названием Barbaria, упоминаемого ещё Цицероном, и связано с тем, что в римский период регион населяли фактически неподконтрольные центральной власти «варвары» — племена илийцев, также известных среди римлян под презрительным прозвищем latrones mastrucati, что означало «разбойники в грубой шерстяной одежде». Лишь в конце VI века, когда вождь илийцев Госпитон заключил мир с византийцами, сюда стало проникать христианство.
Регион, в свою очередь, подразделяется на субрегионы: Оллолаи, Сеуло, Бельви и Мандролисаи.
Население региона невелико, в основном он покрыт крутыми горными склонами. Фактически, Барбаджа — один из наименее населённых регионов Европы, что позволило сохранить неповторимый местный ландшафт. Население говорит на логудорском диалекте сардинского языка.
Вследствие декларируемой высокой пропорции долгожителей, часть горного региона Барбаджа относится к «голубым зонам» (в частности, субрегионы Оллолаи и Сеуло).
Одним из важнейших городов региона является Гавои. Город Оргозоло был известен своими бандитами и похитителями заложников. Ольена известна своим вином (в особенности Nepente, которое изготавливается из винограда «каннонау» — местной разновидности сорта «гренаш»). Ещё один известный город — Фонни, наиболее высокий по своему расположению в Сардинии (свыше 1000 метров над уровнем моря). Фонни является воротами к горному массиву Дженнардженту.
Экономика: сельское хозяйство, овцеводство, ремёсла, связанные с производством предметов искусства, туризм, лёгкая промышленность.

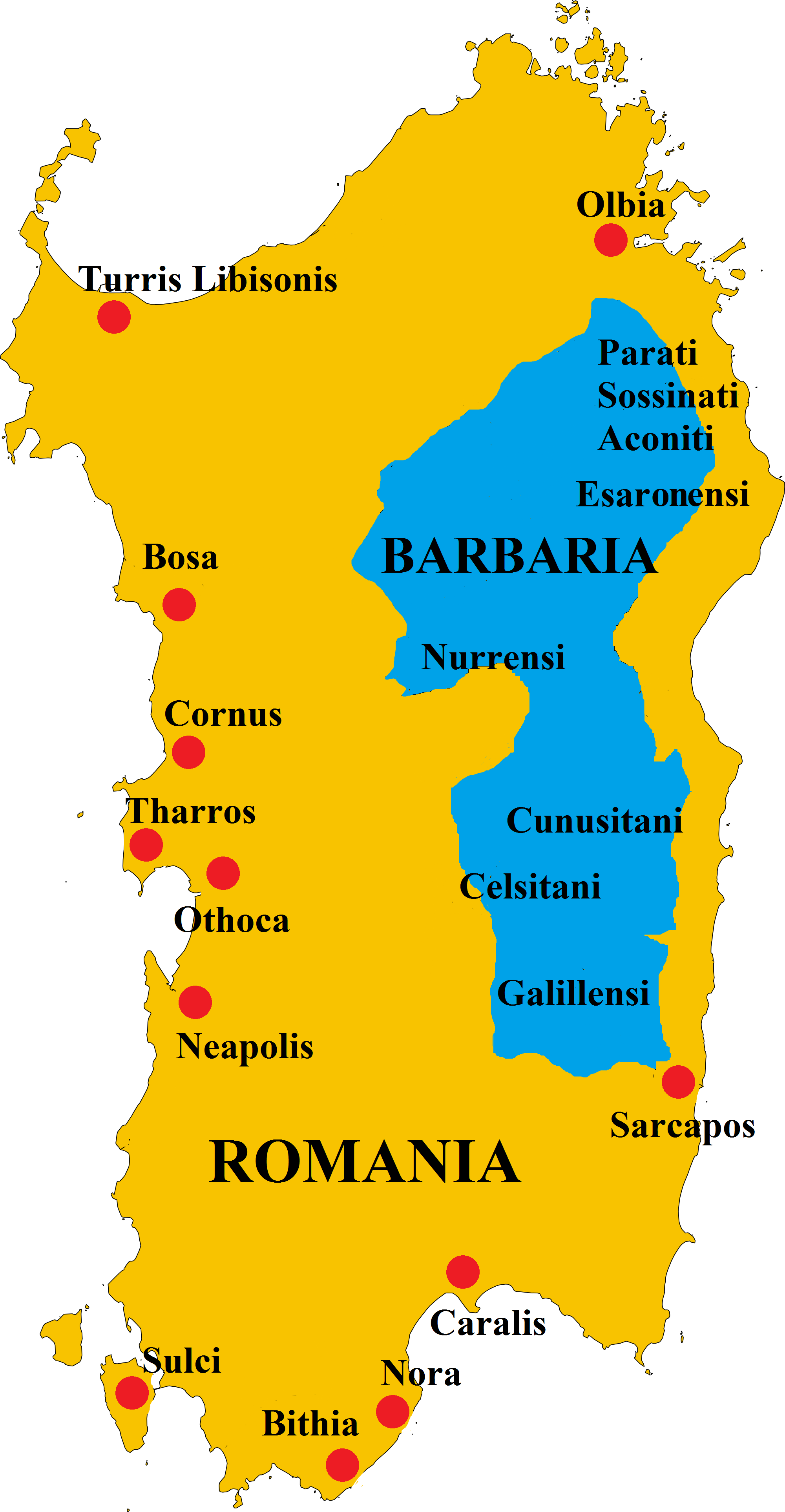
Политическое положение Корсики и Сардинии (римская провинция)